# Síndrome de Guillain-Barré
La síndrome de Guillain-Barré (SGB) és una malaltia autoimmunitària sobre el sistema nerviós perifèric, és una polineuropatia desmielinitzant inflamatòria aguda. És la forma de paràlisi ascendent més freqüent, així els primers símptomes s'inicien a les extremitats inferiors, després a les extremitats superiors i finalment al tronc. Aquests símptomes poden augmentar en intensitat fins que els músculs no poden utilitzar-se en absolut i el pacient queda gairebé totalment paralitzat. En aquests casos, el trastorn posa en perill la vida (potencialment interferint amb la respiració i, de vegades, amb la pressió sanguínia i el ritme cardíac) i es considera una emergència mèdica. El pacient és col·locat sovint en un respirador per ajudar-lo a respirar i se l'observa de prop per detectar l'aparició de problemes, tals com un ritme cardíac anormal, infeccions, coàguls sanguinis i hipotensió o hipertensió. La majoria dels pacients es recuperen, incloent-hi els casos més greus de la síndrome de Guillain-Barré, encara que alguns continuen tenint un cert grau de feblesa.

## Prevalença
La síndrome de Guillain-Barré pot afectar qualsevol persona. Pot atacar a la persona en qualsevol edat i ambdós sexes són igualment propensos al trastorn. La síndrome és rara i afecta només a una persona de cada 100.000. Generalment, la síndrome de Guillain-Barré apareix uns quants dies o una setmana després que el pacient hagi tingut símptomes d'una infecció viral respiratòria o gastrointestinal. Ocasionalment, una cirurgia o una vacuna poden desencadenar la síndrome. El trastorn pot aparèixer en el curs de diverses hores o diversos dies o pot requerir fins a 3 o 4 setmanes. La majoria de les persones arriben a l'etapa de major feblesa dintre de les 2 primeres setmanes de l'aparició dels símptomes; a la tercera setmana de la malaltia un 90 per cent dels pacients es troben en el punt de major feblesa.

## Causes
No es coneix encara per què la síndrome de Guillain-Barré afecta a algunes persones i a unes altres no, ni què desencadena la malaltia exactament.
El que els científics sí que saben és que el sistema immunitari del cos comença a atacar el propi cos, el que es coneix com una malaltia autoimmunitària. Comunament, les cèl·lules del sistema immunitari ataquen només material estrany i organismes invasors. En canvi, en la síndrome de Guillain-Barré, el sistema immunitari comença a destruir la cobertura de mielina que envolta els àxons de molts nervis perifèrics, o fins i tot els mateixos àxons.
En malalties en les quals els recobriments de mielina dels nervis perifèrics són lesionats o queden afectats, els nervis no poden transmetre senyals amb eficiència. A això es deu el fet que els músculs comencin a perdre la seva capacitat de respondre a les ordres del cervell, ordres que han de transportar-se a través de la xarxa nerviosa. El cervell també rep menys senyals sensorials de la resta del cos, i això causa una incapacitat de sentir les textures, la calor, el dolor i altres sensacions. Com a alternativa, el cervell pot rebre senyals inadequats que resulten en pessigolleig de la pell o en sensacions doloroses. Degut al fet que els senyals que van cap a i venen des dels braços i les cames han de recórrer llargues distàncies, són les més vulnerables a interrupció. Per tant, la feblesa muscular i les sensacions de pessigolleig apareixen inicialment en les mans i en els peus i progressen cap amunt.
Quan la síndrome de Guillain-Barré va precedida d'una infecció viral, és possible que el virus hagi canviat la naturalesa de les cèl·lules en el sistema nerviós i el sistema immunitari les tracta com cèl·lules estranyes. També és possible que el virus faci que el mateix sistema immunitari sigui menys discriminador sobre quines cèl·lules reconeix com a pròpies, permetent a algunes de les cèl·lules immunitàries, com ara certes classes de limfòcits, atacar la mielina.
S'estan investigant aquestes i altres possibilitats per determinar per quines causes el sistema immunitari funciona malament o és pertorbat en la síndrome de Guillain-Barré i altres malalties immunitàries. La causa i la trajectòria de la síndrome de Guillain-Barré és una àrea activa d'investigació neurològica i incorpora els esforços de col·laboració dels neuròlegs, immunòlegs i viròlegs.

## Diagnòstic
La síndrome de Guillain-Barré es denomina síndrome més que malaltia perquè no és clar que entri en joc un agent patogen concret. Una síndrome és una condició mèdica caracteritzada per un cúmul de símptomes (el que sent el pacient) i signes (el que el metge pot observar o amidar). Els signes i símptomes de la síndrome poden ser bastant variats, fet pel qual els metges poden, en rares ocasions, trobar difícil diagnosticar la síndrome de Guillain-Barré en les seves primeres etapes.
Diverses alteracions tenen símptomes similars als que es troben en la síndrome de Guillain-Barré, i per això els metges examinen i interroguen als pacients curosament abans de fer un diagnòstic. Col·lectivament, els signes i símptomes formen un cert patró que ajuda a diferenciar la síndrome de Guillain-Barré d'altres alteracions. Per exemple, s'observarà si els símptomes apareixen en ambdós costats del cos (el més comú en la síndrome de Guillain-Barré) i la velocitat amb la qual apareixen els símptomes (en altres alteracions, la feblesa muscular pot progressar a través de mesos en comptes de dies o setmanes).
En la síndrome de Guillain-Barré els reflexos, com ara la reacció del genoll en ser colpejat, usualment desapareixen. Degut al fet que els senyals que viatgen a través del nervi són més lents, una prova de velocitat de la conducció nerviosa (NCV) pot ajudar en el diagnòstic. En els pacients amb la síndrome de Guillain-Barré, el líquid cefalorraquidi que banya la medul·la espinal i el cervell conté més proteïna del normal. Per tant, un metge pot decidir fer una punció lumbar, un procediment en el qual s'insereix una agulla en la part inferior de l'esquena del pacient per treure líquid cefalorraquidi.

## Tractament
No hi ha una cura coneguda per a la Síndrome de Guillain-Barré. No obstant això, hi ha teràpies que reduïxen la gravetat de la malaltia i acceleren la recuperació en la majoria dels pacients. Hi ha també diverses formes de tractar les complicacions de la malaltia.
En general, el recanvi plasmàtic i la teràpia d'immunoglobulina d'alta dosi són els remeis utilitzats. Ambdós són igualment eficaços, però la immunoglobulina és més fàcil d'administrar. El recanvi plasmàtic és un mètode mitjançant el qual es treu sang sencera del cos i es processa de manera que els glòbuls blancs i vermells se separin del plasma o la porció líquida de la sang. Les cèl·lules de la sang es retornen després al pacient sense el plasma, que el cos substituïx ràpidament. No es coneix encara exactament per què funciona el recanvi plasmàtic, però la tècnica sembla reduir la gravetat i durada de l'episodi de Guillain-Barré. Això potser es degui al fet que la porció del plasma de la sang conté elements del sistema immunitari i pot ser tòxic per a la mielina.
En la teràpia d'immunoglobulina d'alta dosi, s'administren injeccions intravenoses de proteïna que, en quantitats petites, el sistema immunitari utilitza naturalment per a atacar els organismes invasors. S'ha descobert que l'administració d'altes dosis d'aquestes immunoglobulines, derivades d'un conjunt de milers de donants normals, a pacients de Guillain-Barré pot reduir l'atac immunitari sobre el sistema nerviós. Els investigadors no coneixen per quins o com funciona això, encara que s'han proposat diverses hipòtesis.
També s'ha provat l'ús de glucocorticoides com a forma de reduir la gravetat de Guillain-Barré, però els estudis clínics controlats han demostrat que aquest tractament no només no és eficaç, sinó que pot, fins i tot, tenir un efecte perjudicial sobre la malaltia.
La part més crítica del tractament d'aquesta síndrome consisteix a mantenir el cos del pacient funcionant durant la recuperació del sistema nerviós. Això pot requerir de vegades col·locar al pacient en un respirador, un monitor del ritme cardíac o altres màquines que ajuden a la funció corporal. La necessitat d'aquesta maquinària complexa és una de les raons per la qual els pacients de la síndrome de Guillain-Barré són tractats usualment en els hospitals, sovint en la unitat de vigilància intensiva. En l'hospital, també es pot intentar detectar i tractar molts problemes que poden sorgir en qualsevol pacient paralitzat, entre els quals complicacions com ara la pneumònia o lesions produïdes per postració perllongada en llit.
Sovint, fins i tot abans que comenci la recuperació, es donen instruccions a les persones que cuiden aquests pacients perquè moguin manualment les extremitats dels pacients per ajudar a mantenir flexibles i forts els músculs. Posteriorment, a mesura que el pacient comença a recuperar el control de les extremitats, comença la teràpia física.
Assajos clínics curosament planificats de teràpies noves i experimentals són la clau per a millorar el tractament dels pacients amb la Síndrome de Guillain-Barré. Aquests assajos clínics comencen amb la investigació bàsica i clínica, durant la qual els científics treballen en col·laboració amb professionals clínics, identificant nous enfocaments per a tractar als pacients amb aquesta condició.